# Cá mập đèn lồng Caribe
Cá mập đèn lồng Caribe, tên khoa học Etmopterus hillianus, là một loài cá mập của họ Etmopteridae tìm thấy ở phía đông và phía tây Đại Tây Dương ở độ sâu giữa 180 và 720 m. Chiều dài của nó lên đến 50 cm.
Sinh sản là đẻ thai trứng.